# Pyridinnukleotide

Nicotinamid

Pyridin

Als Pyridinnukleotide werden gelegentlich die Nukleotide Nicotinamidadenindinukleotid (NAD), Nicotinamidadenindinukleotidphosphat (NADP) und Nicotinsäureadenindinukleotidphosphat (NAADP) Nicotinamid bezeichnet, da der in ihnen enthaltene Nicotinamid-Ring in seiner Grundstruktur auf das Pyridin zurückgeht. Insbesondere NAD und NADP spielen dabei als Wasserstoffüberträger und damit als Reduktionsmittel eine zentrale Rolle als Coenzym bei zahlreichen biochemischen Reduktionen. Zusammen mit dem Flavin-Adenin-Dinukleotid (FAD) sind sie die wichtigsten Wasserstoffüberträger in der Zelle. In der oxidierten Form weist der Nicotinamidring nach Abgabe eines Hydridions eine delokalisierte positive Ladung auf und die Kurzbezeichnungen der oxidierten Formen sind deshalb NAD+ bzw. NADP+. In die reduzierte Form geht der Nicotinamidring durch Aufnahme eines Wasserstoffions und zweier Elektronen über und die Kurzbezeichnungen der reduzierten Formen sind deshalb NADH bzw. NADPH.
Die Biosynthese der Pyridinnukleotide geht von Nicotinsäure aus. Hierbei werden die Phosphatgruppen eines Nicotinat-Mononukleotids und eines Adenosin-Mononukleotid in Form einer Phosphosäureanhydridbindung verknüpft, um NAD zu bilden. Durch Phosphorylierung am C2' des Adenosinriboserests entsteht NADP, von dem ausgehend wiederum NAADP gebildet wird.